# Hetep (Pharao)
Hetep, auch Hotep, war ein altägyptischer König (Pharao) der 8. Dynastie (Erste Zwischenzeit).

## Herrschaft
Ein nur auf einem Relief von Schatt er-Rigale verzeichneter König der 8. Dynastie. Der Eigenname ist nicht sicher, es kann sich auch um eine Kurzform des Namens Imhotep handeln.